# 小行星1599
小行星1599（1599 Giomus）是一颗绕太阳运转的小行星，为主小行星带小行星。该小行星于1950年11月17日发现。
該小行星以法國的城市日安命名。

## 轨道参数
小行星1599的轨道半长轴为3.1293096 UA，离心率为0.144。